# Chapelle Jeanne-d'Arc de Commercy
 (juillet 2020).
La chapelle Jeanne-d'Arc est une chapelle située à Commercy, en Meuse dans la région Grand Est.

## Description
La chapelle, dédiée à Jeanne d'Arc, est dans l'enceinte de l'Institution Jeanne d'Arc, un établissement d'enseignement privé catholique. Elle n'est accessible qu'aux résidents de l'institution et leurs parents.